# Barthélémy Louis Joseph Lebrun
Barthélémy Louis Joseph Lebrun (Landrecies, 22 ottobre 1809 – Parigi, 6 ottobre 1889) è stato un militare francese, che prese parte alle guerre del Secondo Impero.

## Biografia
Frequentò la scuola di Saint-Cyr tra 1829 e 1831, uscendone col grado di sottotenente. Promosso a tenente nel 1834, poi a capitano, servì nel V reggimento Dragoni. Capo squadrone nella rivoluzione del 1848, era accanto al generale Négrier quando questi fu ferito. Partecipò all'assedio di Roma come capo di stato maggiore della seconda divisione del corpo spedizionario francese nel Mediterraneo. Col grado di tenente-colonnello, fu assegnato alla divisione di Costantina nel 1852. Nel 1855 combatté nella Guerra di Crimea come colonnello, per poi passare a capo di stato maggiore del generale Mac Mahon in Algeria. Generale dal 1859 combatté a Turbigo, Magenta e Solferino e San Martino.
Capo di stato maggiore della Guardia Imperiale nel 1860, fu promosso a generale di divisione nel 1866 e aiuto di campo dell'imperatore nel 1868. Nel 1870 gli fu affidata una missione diplomatica a Vienna prima di guidare l'armata del Reno. Comandante nelle battaglie di Beaumont, Mouzon, Bazeilles e Sedan, fu fatto prigioniero di guerra e portato prima nella penisola di Iges, poi a Coblenza e Aquisgrana. Dopo il rilascio occupò diversi ruoli pubblici, scrisse libri e si dedicò ancora alla vita militare, prima di ritirarsi nel 1879.